# Krzeszna (przystanek kolejowy)
Krzeszna – przystanek kolejowy w Krzesznej, w gminie Stężyca, w województwie pomorskim. Na przystanku zatrzymują się pociągi kursujące pomiędzy Kościerzyną a Gdynią Główną. W 2014 wybudowano nowy peron.

## Ruch pasażerski
| Rok  | Wymiana pasażerska na dobę |
| ---- | -------------------------- |
| 2017 | 50-99                      |
| 2022 | 50-99                      |